# Jezioro Czarne (rejon grodzieński)
Jezioro Czarne (biał. Возера Чорнае) – niewielkie jezioro na Białorusi w rejonie grodzieńskim w basenie rzeki Pyranka.
Jezioro Czarne ma powierzchnię 0,05 km². Długość wynosi 0,62 km, zaś szerokość – 0,1 km. Zbocza jeziora mają wysokość 3–12 m. Linia brzegowa jest słabo rozwinięta. Na zachód od Jeziora Czarnego leży większe Jezioro Białe.